# Hexathele otira
Hexathele otira is een spinnensoort uit de familie Hexathelidae. De soort komt voor in Nieuw-Zeeland.